# Borki (rejon sudżański)
Borki (ros. Борки) – wieś (ros. село, trb. sieło) w zachodniej Rosji, centrum administracyjne sielsowietu borkowskiego w rejonie sudżańskim obwodu kurskiego.

## Geografia
Miejscowość położona jest nad rzeką Psioł, 13,5 km od centrum administracyjnego rejonu (Sudża), 89 km od Kurska.
W granicach miejscowości znajdują się ulice: Bugor, Bułajewka, Chutor, Czibisowka, Korolewka, Moskowskaja, Nowoborisowka, Nowosiołowka, Płan, Zamostje.

## Demografia
W 2010 r. miejscowość zamieszkiwało 378 osób.